# Domenico Pesce
Domenico Pesce (Torre Le Nocelle, 24 giugno 1913 – Parma, 17 maggio 1993) è stato uno storico della filosofia italiano. Tra i maggiori studiosi del pensiero di Epicuro.

## Biografia
Studia all’Università di Firenze dove è allievo di studiosi di Filosofia come Ludovico Limentani, Paolo E. Lamanna e del filologo Giorgio Pasquali.
Insegna Storia della filosofia prima all'Università di Firenze e, successivamente, dal 1964 al 1983 all'Università di Parma, dove è stato anche Preside di facoltà dal 1964 al 1978.

## Opere
Tra le sue numerose opere, dedicate soprattutto allo studio della Filosofia antica:
- Il concetto dell'arte in Dewey e in Berenson: saggi sull'estetica americana contemporanea, Firenze, La Nuova Italia, 1956
- Città terrena e città celeste nel pensiero antico, Platone, Cicerone, Sant'Agostino, Firenze, Sansoni, 1957
- Epicuro e Marco Aurelio; due studi sulla saggezza antica, Firenze, La Nuova Italia, 1959
- Apollineo e dionisiaco nella storia del classicismo, Napoli, Morano, 1968
- Saggio su Epicuro, Bari, Laterza, 1974
- Introduzione a Epicuro, Bari, Laterza, 1981
- Il Platone di Tubinga e due studi sullo stoicismo, Brescia, Paideia, 1990